# Eilicrinia nuptaria
Eilicrinia nuptaria är en fjärilsart som beskrevs av Bremer 1884. Eilicrinia nuptaria ingår i släktet Eilicrinia och familjen mätare. Inga underarter finns listade i Catalogue of Life.